# Эррера, Карл
Карл Виктор Эррера (исп. Carl Victor Herrera; род. 14 декабря 1966, Тринидад и Тобаго) — венесуэльский баскетболист (тяжёлый форвард) и баскетбольный тренер тринидадского происхождения. Первый представитель Венесуэлы в НБА, двукратный чемпион НБА (1994, 1995) с клубом «Хьюстон Рокетс», чемпион Южной Америки (1991) и участник Олимпийских игр 1992 года в составе сборной Венесуэлы.

## Биография
Карл Эррера, уроженец Тринидада и Тобаго, вырос в столице Венесуэлы Каракасе. Начал играть в баскетбол в 13 лет, вначале 3×3, а затем в командах из 5 человек. После участия в нескольких турнирах быстро прогрессировавшего юношу пригласили тренироваться с национальной сборной Венесуэлы, и в 16 лет он заключил профессиональный контракт с клубом «Бравос де Португеса».
По окончании школы поступил в колледж в Венесуэле, однако затем в 1986 году перешёл в Джексонвилльский колледж в США, где провёд два с половиной года. Последний год учёбы в вузе занимался в Хьюстонском университете. Одновременно с учёбой и занятиями баскетболом в американских вузах продолжал выступать в венесуэльской лиге и в 22 года стал чемпионом с «Бравос», в составе которых был уже бесспорным лидером.
На драфте НБА 1990 года Эррера был выбран во втором раунде клубом «Майами Хит», который уже в день драфта выменял его в «Хьюстон Рокетс». В первый свой сезон после окончания вуза венесуэлец, однако, играл не в НБА, а в Европе — в мадридском «Реале», с которым успел подписать контракт до драфта. За «Реал» он набирал в среднем по 13,2 очка и 7,6 подбора за игру в чемпионате Испании. В межсезонье Эррера стал со сборной Венесуэлы чемпионом Южной Америки.
Свой первый год в НБА Эррера провёл в 1991/92 годах в «Хьюстоне». После этого он со сборной Венесуэлы завоевал в Портленде (Орегон) серебряные медали на чемпионате Америки, уступив первое место только «Команде мечты» из США. За семь игр этого турнира он набирал в среднем 20,3 очка и 7,3 подбора. Поскольку этот турнир имел также статус отборочного к Олимпийским играм в Барселоне, Венесуэла получила путёвку на Олимпиаду благодаря высокому месту.
Венесуэльский форвард продолжал выступать за «Рокетс» ещё три сезона. В сезоне 1993/94 года он дошёл с «Хьюстоном» до финала, где сыграл важную роль в шестом матче серии против «Нью-Йорк Никс». «Хьюстон» вышел на этот матч, проигрывая серию 3:2, и его основные форварды Отис Торп и Роберт Хорри не справлялись со своими нью-йоркскими соперниками Чарльзом Окли и Энтони Мейсоном. Вышедший на замену Эррера добавил в игру «Рокетс» физической силы, которой ей недоставало, расчистил место для лидера команды Хакима Оладжьювона и сам стал в этом матче вторым бомбардиром команды, набрав 12 очков. «Рокетс» выиграли игру в последние секунды и затем довели серию до общей победы. Год спустя Эррера снова вышел с «Хьюстоном» в плей-офф, но в первом же матче серии с «Юта Джаз» порвал связки плеча, на чём его карьера с «Рокетс» завершилась; клуб завоевал второй подряд титул без его помощи.
В июне 1995 года Эррера как свободный агент подписал контракт с клубом «Сан-Антонио Спёрс», с которым провёл следующие три сезона, в 1996/97 году из-за травм многих звёзд став одним из основных игроков команды и статистически показав свои лучшие результаты в НБА. В межсезонье 1998 года «Спёрс» выменяли его в «Ванкувер Гриззлис». За этот клуб он, однако, провёл только четыре матча и в марте 1999 года подписал контракт с «Денвер Наггетс», с которыми и закончил сезон в НБА, после этого вернувшись в Венесуэлу. Там Эррера выступал в начале за клуб своей юности «Бравос де Португеса», а затем, в 2000-е годы, среди прочих — за «Тротамундос де Карабобо», «Гуарос де Лара», «Кокодрилос де Каракас» и «Пантерас де Миранда». В 2005 году он стал лауреатом премии Latin Sports.
По завершении игровой карьеры Эррера остался в баскетболе в качестве тренера и спортивного администратора. В 2014 году, будучи главным тренером клуба «Хигантес де Гайана», он стал жертвой ограбления и получил угрожавшее жизни пулевое ранение, но сумел восстановиться. В 2017 году Эррера был включён в список 50 легенд «Хьюстон Рокетс», а в 2019 году Джексонвилльский колледж навсегда закрепил за своим бывшим игроком номер 11.

## Статистика

### Статистика в НБА
| Сезон                                                                                    | Команда     | Регулярный сезон | Регулярный сезон | Регулярный сезон | Регулярный сезон | Регулярный сезон | Регулярный сезон | Регулярный сезон | Регулярный сезон | Регулярный сезон | Регулярный сезон | Регулярный сезон | Серия плей-офф | Серия плей-офф | Серия плей-офф | Серия плей-офф | Серия плей-офф | Серия плей-офф | Серия плей-офф | Серия плей-офф | Серия плей-офф | Серия плей-офф | Серия плей-офф |
| Сезон                                                                                    | Команда     | GP               | GS               | MPG              | FG%              | 3P%              | FT%              | RPG              | APG              | SPG              | BPG              | PPG              | GP             | GS             | MPG            | FG%            | 3P%            | FT%            | RPG            | APG            | SPG            | BPG            | PPG            |
| ---------------------------------------------------------------------------------------- | ----------- | ---------------- | ---------------- | ---------------- | ---------------- | ---------------- | ---------------- | ---------------- | ---------------- | ---------------- | ---------------- | ---------------- | -------------- | -------------- | -------------- | -------------- | -------------- | -------------- | -------------- | -------------- | -------------- | -------------- | -------------- |
| 1991/92                                                                                  | Хьюстон     | 43               | 7                | 13,2             | 51,6             | 0,0              | 56,8             | 2,3              | 0,6              | 0,4              | 0,6              | 4,4              | Не участвовал  | Не участвовал  | Не участвовал  | Не участвовал  | Не участвовал  | Не участвовал  | Не участвовал  | Не участвовал  | Не участвовал  | Не участвовал  | Не участвовал  |
| 1992/93                                                                                  | Хьюстон     | 81               | 12               | 22,2             | 54,1             | 0,0              | 71,0             | 5,6              | 0,8              | 0,6              | 0,4              | 7,5              | 12             | 0              | 16,3           | 38,6           | 0,0            | 60,0           | 3,8            | 0,6            | 0,3            | 0,2            | 4,7            |
| 1993/94                                                                                  | Хьюстон     | 75               | 0                | 17,2             | 45,8             | -                | 71,1             | 3,8              | 0,5              | 0,4              | 0,3              | 4,7              | 16             | 0              | 15,5           | 53,4           | -              | 81,3           | 2,8            | 0,2            | 0,3            | 0,2            | 4,7            |
| 1994/95                                                                                  | Хьюстон     | 61               | 26               | 21,8             | 52,3             | 0,0              | 62,4             | 4,6              | 0,7              | 0,7              | 0,6              | 6,8              | 1              | 0              | 6,0            | 100,0          | -              | -              | 0,0            | 1,0            | 0,0            | 0,0            | 2,0            |
| 1995/96                                                                                  | Сан-Антонио | 44               | 6                | 8,9              | 41,2             | 0,0              | 29,4             | 1,8              | 0,4              | 0,2              | 0,2              | 1,9              | 7              | 0              | 4,0            | 0,0            | -              | 100,0          | 0,6            | 0,1            | 0,3            | 0,1            | 0,3            |
| 1996/97                                                                                  | Сан-Антонио | 75               | 58               | 24,5             | 43,3             | 33,3             | 68,6             | 4,5              | 0,7              | 0,8              | 0,7              | 8,0              | Не участвовал  | Не участвовал  | Не участвовал  | Не участвовал  | Не участвовал  | Не участвовал  | Не участвовал  | Не участвовал  | Не участвовал  | Не участвовал  | Не участвовал  |
| 1997/98                                                                                  | Сан-Антонио | 58               | 1                | 8,9              | 43,4             | 0,0              | 40,9             | 1,6              | 0,4              | 0,3              | 0,2              | 2,9              | 5              | 0              | 5,0            | 33,3           | -              | -              | 0,8            | 0,2            | 0,0            | 0,0            | 0,4            |
| 1998/99                                                                                  | Ванкувер    | 4                | 0                | 10,5             | 23,1             | -                | 0,0              | 2,0              | 0,8              | 0,0              | 0,0              | 1,5              | Не участвовал  | Не участвовал  | Не участвовал  | Не участвовал  | Не участвовал  | Не участвовал  | Не участвовал  | Не участвовал  | Не участвовал  | Не участвовал  | Не участвовал  |
| 1998/99                                                                                  | Денвер      | 24               | 0                | 11,0             | 42,9             | 0,0              | 55,6             | 2,3              | 0,0              | 0,5              | 0,3              | 2,5              | Не участвовал  | Не участвовал  | Не участвовал  | Не участвовал  | Не участвовал  | Не участвовал  | Не участвовал  | Не участвовал  | Не участвовал  | Не участвовал  | Не участвовал  |
|                                                                                          | Всего       | 465              | 110              | 17,3             | 47,6             | 14,3             | 64,3             | 3,6              | 0,6              | 0,5              | 0,4              | 5,3              | 41             | 0              | 12,2           | 45,1           | 0,0            | 71,1           | 2,4            | 0,3            | 0,2            | 0,1            | 3,3            |
| Наведите курсор мыши на аббревиатуры в заголовке таблицы, чтобы прочесть их расшифровку. |             |                  |                  |                  |                  |                  |                  |                  |                  |                  |                  |                  |                |                |                |                |                |                |                |                |                |                |                |

### Статистика в NCAA
| Сезон | Команда | Conf  | Class | GP | GS | MPG  | FG% | 3P% | FT%   | RPG    | APG    | SPG    | BPG    | PPG    |
| --- | ------- | ----- | ----- | -- | -- | ---- | --- | --- | ----- | ------ | ------ | ------ | ------ | ------ |
| 1989/90 | Хьюстон | SWC   | JR    | 33 |    | 31,0 | 0,0 |     | 100,2 | 1390,3 | 1383,6 | 1390,9 | 1387,2 | 1387,8 |
| Всего | Всего   | Всего | Всего | 33 |    | 31,0 | 0,0 |     | 100,2 | 1390,3 | 1383,6 | 1390,9 | 1387,2 | 1387,8 |
| Наведите курсор мыши на аббревиатуры в заголовке таблицы, чтобы прочесть их расшифровку Статистика приведена с сайта sports-reference.com |         |       |       |    |    |      |     |     |       |        |        |        |        |        |